# Contessa Entellina Pinot Nero riserva
Il Contessa Entellina Pinot Nero riserva è un vino DOC la cui produzione è consentita nel comune di Contessa Entellina nella città metropolitana di Palermo.

## Vitigni con cui è consentito produrlo
- Pinot Nero minimo 85.0%
- Altri vitigni a bacca rossa, raccomandati e/o autorizzati per la città metropolitana di Palermo, da soli o congiuntamente sino ad un massimo del 15%.

Secondo il disciplinare di produzione "La menzione "riserva" può essere attribuita ai vini rossi della DOC qualora siano stati sottoposti a maturazione ed affinamento per almeno 24 mesi (a decorrere dal 1º novembre dell'anno di produzione delle uve) di cui almeno sei mesi in recipienti di legno."

## Caratteristiche organolettiche
- colore: rosso rubino, tendente al granato se invecchiato
- odore: delicato, caratteristico
- sapore: asciutto, armonico

## Produzione
Provincia, stagione, volume in ettolitri
- nessun dato disponibile